# Lorena
|  | Per a altres significats, vegeu «Lorena (desambiguació)». |

La Lorena (en francès Lorraine; en lorenès Louréne, en alemany, Lothringen) és una antiga regió administrativa francesa, actualment inclosa en la regió del Gran Est.

## Geografia
Limita amb tres països: Bèlgica (Valònia), Luxemburg, i Alemanya (Saarland i Renània-Palatinat); i amb tres altres regions franceses: Alsàcia, Xampanya-Ardenes i el Franc-Comtat. És l'única regió francesa que té frontera amb tres països. Les seves ciutats més importants són Metz, Nancy i Forbach.
És al centre de la regió econòmica europea banana blava.

## Administració
El Conseil Régional de Lorraine (govern regional) és membre de la cooperació interregional transfronterera "Saar-Lor-Lux", juntament amb Luxemburg i els estats federats alemanys de Saarland i de Renània-Palatinat.
La seu del Conseil Régional es troba a Metz. La regió està marcada per una forta rivalitat entre Metz i Nancy.

## Economia
La Lorena genera el 3,4% del PIB francès (la vuitena amb més PIB de les 26 regions franceses).

## Emblema

Creu de Lorena

La Creu de la Lorena és l'emblema més conegut de la regió. Herència dels ducs d'Anjou, en convertir-se en ducs de Lorena, aquesta creu fou escollida com el símbol de la França Lliure per Émile Muselier, en oposició a la creu gammada del règim nazi.

## Història
L'any 855 l'emperador Lotari I dividí els seus dominis entre els seus tres fills Lluís, Lotari II de Lotaríngia i Carles. Lotari II rebé el territori que s'estenia des de l'esquerra de Rin fins al Mosa, i pel nord-oest fins a l'Escalda i la regió de Frísia, territori que per ell rebé el nom de Lotaríngia (Lorena). A la mort de Lotari II (869), Carles el Calb s'apoderà de Lorena, però Lluís el Germànic l'obligà pel Tractat de Mersen (8 d'agost de 870) a lliurar a Alemanya la part oriental de la Lorena, que era molt més gran que l'altra, i la Frísia.
Els fills de Lluís el Tartamut, de França, també perderen (879) la Lorena occidental en profit de Lluís el Jove. El rei Arnulf de Caríntia proclama sobirà el (895) el seu fill natural Zuentibold. El comte Reginar, que es revoltà contra ell, després de la mort de Zuentebulch el 900 destronà la dinastia franca, i es convertí en el primer duc de Lorena (911). Més endavant el territori del Mosel·la, del Mosa i part del baix Rin fou considerat com a part de Lorena.

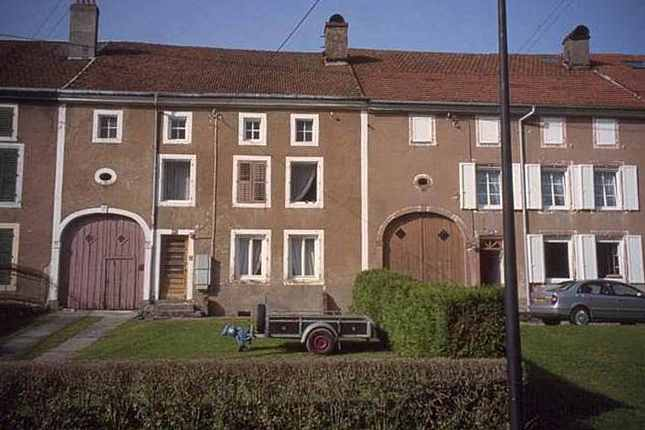
Cases de la Lorena

Alsàcia i Frísia, així com la part de Francònia, situada a la riba esquerra del Rin, no pertanyeren a Lorena, alhora que es tenia per lorenesa una petita zona de la riba dreta, aigües avall d'Andernach. França s'esforça sempre a possessionar-se de Lorena, però el rei Enric I de Lorena assegurà els compromisos antics per mitjà de tractats amb Carles de França i amb Rodolf II de Borgonya (921-923), i casà la seva filla Gerberga amb Gisilbert, fill de Reginar. Després que aquest s'ofegà en el Rin (939) en anar a socórrer Andernach assetjada per l'emperador Otó I del Sacre Imperi Romano-Germànic, el substituí Otó I de Lorena, germà d'Enric, però a causa de la seva perfídia fou destronat per Otó fill de Richwin. A la mort d'aquest (944), el succeí Conrad I de Lorena, que el 953, per la seva complicitat en la conjura contra Otó I, perdé la Lorena, i aquesta passà a Brunó de Colònia, germà de l'emperador i arquebisbe de Colònia, jurisdicció sota la qual foren posats dos ducs: l'un Gottfried I de Lorena, per al govern de la regió del Mosa (Baixa Lorena), i l'altra, Frederic I de Lorena per al de la comarca del Mosel·la (Alta Lorena). Una i altra part continuaren separades després de la mort de Bruno, ocorreguda el 965.
A l'Alta Lorena dominà la dinastia del citat Frederik fins al 1033, i després el país passà a mans de Gozelo I, de la Baixa Lorena. A la mort de Gozelo (1014), el seu primigeni, Gottfried III de Lorena el barbut, rebé l'Alta Lorena: però per haver-se unit a França contra l'emperador fou deposat. El 1048 l'emperador atorgà el feu de l'Alta Lorena al comte Gerard d'Alsàcia, amb qui comença una llarga línia de ducs.
En els segles següents disminuí l'extensió del ducat per haver-ne donat part del mateix als fills no primigenis que rebien títols senyorials.
Des que a la Baixa Lorena se li donà el nom de Brabant, el del ducat de Lorena s'aplicà genèricament a l'Alta Lorena. En una assemblea celebrada el 1306, Teobald II de Lorena (1304-12) declarà que les filles també podien succeir en el ducat, cosa que més tard fou causa de moltes dissensions. Raül I de Lorena morí com aliat del rei de França contra els anglesos en la batalla de Crécy el 1346. Carles II de Lorena guanyà la dignitat de conestable de França.
El 1431 deixà la Lorena a la seva filla Isabel de Lorena, casada amb Renat d'Anjou i de Bar. Antoine de Vaudemont, nebot de Carles, s'oposà a la successió femenina, derrotà i feu presoner el 2 de juliol de 1431, a Bulgueville, Renat, i el lliurà al seu senyor feudal, el duc Felip III de Borgonya, que el va tenir en presó, i alliberà sense haver arribat fins llavors al crescut rescat de 400.000 escuts d'or que exigia per la seva llibertat. De més a més, Renat hagué de renunciar completament, pel tractat de 28 de gener de 1437, a totes les seves possessions a Flandes procedents de l'herència del duc Robert de Bar, i prometre per la seva esposa i filla única Violant de Lorena (nascuda el 1428) a Frederic II de Vaudémont, fill d'Antoine de Vaudémont. D'aquesta manera, a la mort de Renat, ambdós ducats havien de recaure en Frederick.
Mort Renat el 1480, Frederik de Vaudemont entrà a gaudir de la seva herència, però morí tres anys més tard (1483), i el succeí Renat II (mort el 1508), la mare del qual, Violant, era filla d'Elisabeth. Amb la Guerra de Borgonya, Renat II de Lorena, el 1475 fou desposseït de les seves possessions, que recobrà el 1477 amb la mort de Carles I de Borgonya a la batalla de Nancy El seu net, François I, morí jove (1545), i deixà el ducat a Charles III (o II), que era menor d'edat, i morí el 1608, durant la regència de la seva mare Cristina, princesa de Dinamarca, fins al 1559.
El 13 de març de 1552 els francesos envaïren la Lorena i ocuparen Toul, Verdun i Metz. Durant la Guerra dels Trenta Anys, Carles IV de Lorena, com aliat de l'emperador, procurà espolsar de nou el jou francès, però Lluís XIII de França ocupà la Lorena, quedant confirmat el domini per la Pau de Westfàlia, i el Cardenal Mazzarino li retornà el 1659 pel Tractat dels Pirineus. El 1670, Lluís XIV de França la conquerí altra volta, i la va retenir per la pau de Nimega (1678), i el 1697, pel tractat de Rijswijk, retornà la corona de Lorena a Leopold I duc de Lorena fill del duc Carles V i de l'arxiduquesa Eleonora d'Àustria.
França durant el govern del cardenal Fleury, s'apoderà de nou de la Lorena (1733) durant la Guerra de Successió de Polònia, i per la Pau de Viena (1738), la rebé junt al ducat de Bar amb caràcter provisional per a l'ex-rei de Polònia, Estanislau Leszczyński, durant sa vida i en plena sobirania per quan morís aquest monarca.
L'últim duc, Francesc III de Lorena (1729), espòs de l'emperadriu Maria Teresa I d'Àustria, assolí en concepte d'indemnització el gran ducat de la Toscana. Al ducat de la Lorena, li estigueren reservats veu i vot en les assemblees imperial i provincial alemanyes fins a la pau de Lunéville (1801), quan el país caigué sota domini francès. Per la pau del Tractat de Frankfurt de 1871, França va haver d'entregar a Alemanya Alsàcia i part de Lorena.

## La Baixa Lorena
La Baixa Lorena correspongué a Gottfried I en la partició feta de la Lorena el 954. Mort el 964, es tornaren a reunir les dues Lorenes i el 976 foren donades a Charles, germà del rei de França, Lotari, en feu de l'Imperi. El fill successor de Charles, Ottó, morí el 1004 sense descendència. El 1012 Gottfried, fill del comte Gottfried de Verdún, rebé la Baixa Lorena, i el succeí (1023) el seu germà Gozelo I, que el 1033 també fou agraciat amb el feu de l'Alta Lorena. Al morir Gozelo I el 1044, l'emperador Henri III donà al fill d'aquell, Gozelo II, la Baixa Lorena.
després de Gottfried II de l'Alta Lorena (1065-70), que també governà la Baixa Lorena, aquesta passà al seu fill Gottfried el Geperut, fidel servidor d'Henri IV, el qual adoptà el seu nebot Gottfried de Bouillón, al qual, el 1088, investí l'emperador amb el feu de la Baixa Lorena. En morir aquest famós creuat a Jerusalem (1100),l'emperador Henri V traspassà el ducat a Gottfried el Barbut, comte de Brabant, que va tenir de combatre amb Henri de Limburg.
L'enemistat entre ambdues dinasties subsistí fins que el 1155 els de Limburg, lliures del jou de la Baixa Lorena, mantingueren títol i drets ducals en el seu propi territori. Des d'Henri I (1186-1235) els ducs de la Baixa Lorena s'anomenaren també ducs de Brabant. La duquessa Joanna portà el 1404 el ducat a Antoine de Borgonya, que fundà allí una segona branca el 1405. Finalment, el 1429, la Baixa Lorena, amb l'Hainaut i Holanda, restà unida a Borgonya sota el ceptre de Philip el Bo.

## Habitants notables de Lorena

### Art i literatura

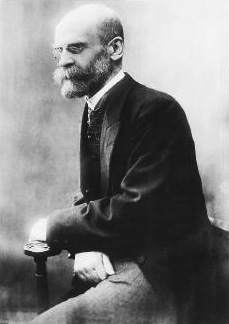
Emile Durkheim

- Jacques Callot (1592-1635)
- Claude Gellée (1600-1682)
- Émile Erckmann (1822-1899)
- Alexandre Chatrian (1826-1890)
- Paul Verlaine (1844-1896)
- Émile Jules Gallé (1846-1904
- Jules Bastien Lepage (1848-1884
- Eugène Vallin (1856-1922)
- Emile Durkheim (1858-1917)
- Victor Prouvé (1858-1943)
- Louis Majorelle (1859-1926)
- Lucien Weissenburger (1860-1929)
- Émile Friant (1863-1932)
- Paul Charbonnier (1865 - 1953)
- Henri Bergé (1870-1937)
- Jacques Gruber (1870-1936)
- Émile André (1871-1933)
- Charles de Crevoisier (1947-)
- Bernard-Marie Koltès (1948-1989)
- Paul Émile Debraux (1796-1831)

### Polítics

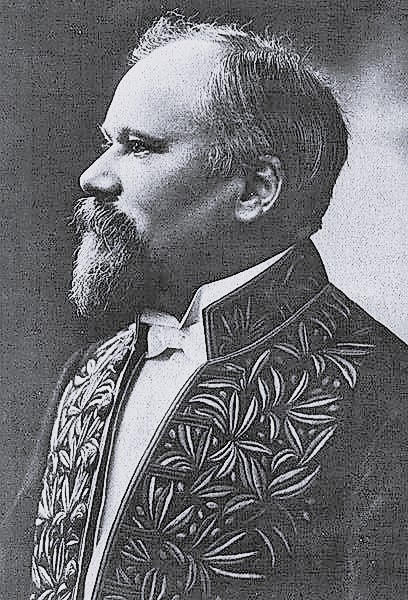
Raymond Poincaré

- Pierre-Louis Roederer (1754-1835)
- Jules Ferry (1832-1893)
- Raymond Poincaré (1860-1934)
- Maurice Barrès (1862-1923)
- Albert Lebrun (1871-1950)
- Jack Lang (1939-)

### Músics, actors i comediants

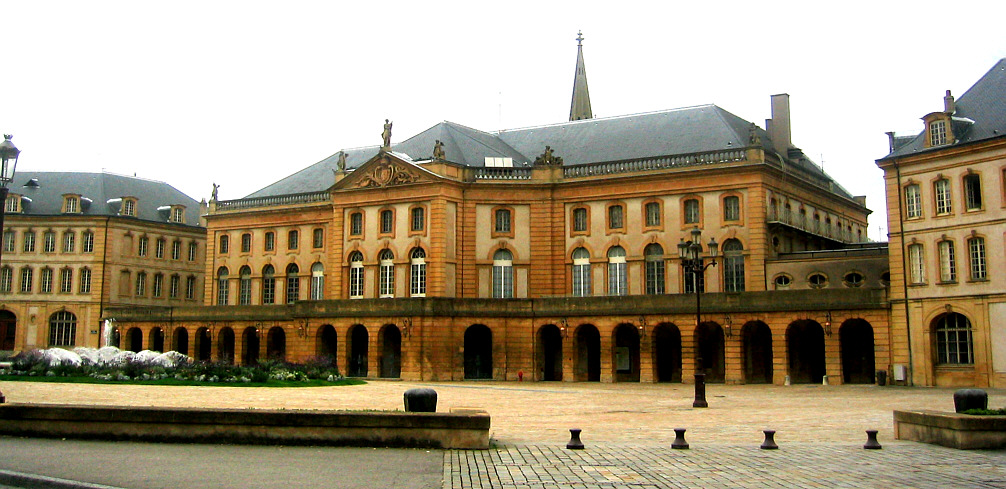
Teatre de Metz

- Darry Cowl (1925-2006)
- Charlélie Couture (1956-)
- Tom Novembre (1959-)
- Patricia Kaas (1966-)

### Religió
- Bruno d'Eguisheim-Dagsbourg Papa Lleó IX (1002-1054)
- Henri Grégoire (1750 - 1831)
- Louis Antoine de Poirot (1735 - 1813)

### Ciències
- Charles Messier (1730-1817)
- Jean-François Pilâtre de Rozier (1757-1785)
- Jean Victor Poncelet (1788-1867)
- Charles Hermite (1822-1901)
- Edmond Laguerre (1834-1886)
- Henri Poincaré (18541912)
- Marie Marvingt (1875-1963)
- Georges Darmois (1988-1960)
- Hubert Curien (1924-2005)

### Esport
- Michel Platini

### Economia i indústria
- Albert Bergeret (1859-1932)
- Antonin (1864-1930)
- Auguste (1853-1909)

### Militars
- Joana d'Arc (1412-1431)
- Georges Mouton (1770-1838)

Joana d'Arc

- Joseph Léopold Sigisbert Hugo (1774-1828)
- Louis-Hubert Lyautey (1854-1934)